# 克靈瑙

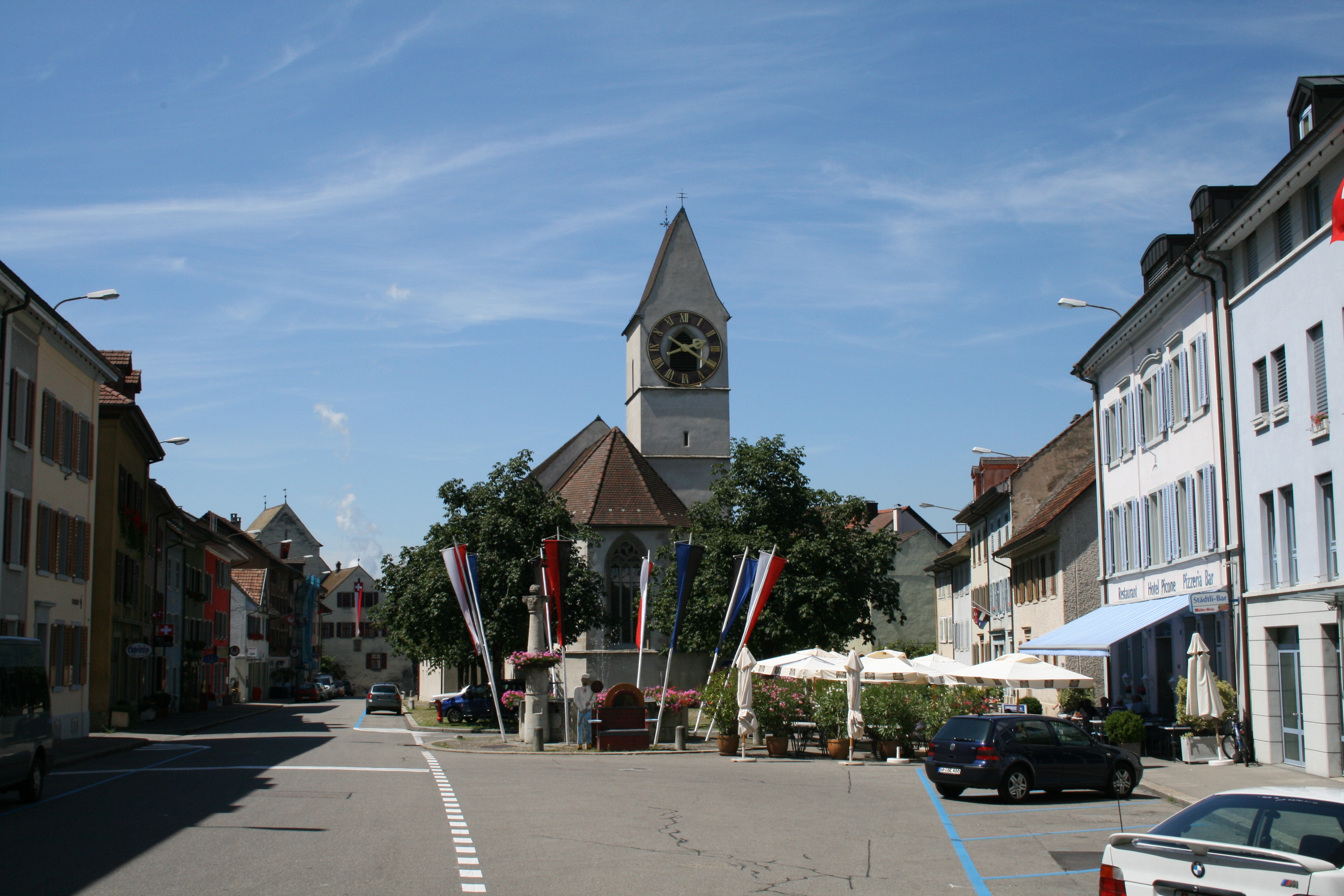

克靈瑙是瑞士的城鎮，位於該國北部，由阿爾高州負責管轄，面積6.71平方公里，海拔高度328米，2012年人口3,153，六成人口信奉羅馬天主教，人口密度每平方公里470人。